# Bancopoli
Bancopoli è il nome che è stato dato dalla stampa all'insieme di scandali finanziari che si sono succeduti in Italia a partire dal luglio del 2005.

## Gli interessi di italiani e stranieri su Antonveneta e BNL
Durante l'estate del 2004 la banca olandese ABN Amro chiese alla Banca d'Italia l'autorizzazione per salire dal 12,6% al 20% nella quota di capitale detenuto in Banca Antoniana Popolare Veneta, così da diventarne il maggiore azionista. Nello stesso periodo la banca spagnola Banco Bilbao Vizcaya Argentaria (BBVA) deteneva il 15% del capitale della Banca Nazionale del Lavoro (BNL). Il 14 febbraio 2005 la Banca Popolare di Lodi (BPL) ricevette il permesso della Banca d'Italia per salire fino al 15% del capitale di Antonveneta.
Il 29 marzo la BBVA lanciò un'offerta pubblica di acquisto (OPA) per la maggioranza delle azioni della BNL. Il giorno dopo fu la volta della ABN AMRO che lanciò un'OPA su Antonveneta. Il 29 aprile fu il turno della BPL che lanciò un'Offerta pubblica di scambio (OPSC) su Antonveneta, il 19 luglio Unipol lanciò un'OPA sulla BNL, ci si trovò dunque in una situazione in cui due compagnie italiane contrastavano le offerte delle due banche straniere. Tutti questi tentativi fallirono.
Lo scandalo scoppiò il 25 luglio con il sequestro, da parte della procura di Milano, dei titoli Antonveneta detenuti dalla Banca Popolare Italiana (BPI, che nel frattempo aveva cambiato nome da BPL), a seguito delle indagini iniziate il 2 maggio e condotte dai pubblici ministeri Eugenio Fusco e Giulia Perrotti.

## Lo scandalo sommerso
L'amicizia che intercorre tra l'amministratore delegato della BPL Gianpiero Fiorani e il Governatore della Banca d'Italia Antonio Fazio favorisce celeri autorizzazioni concesse da quest'ultimo alla BPL, mentre rallenta quelle richieste dalla ABN Amro. Secondo quanto affermato dalla CONSOB, la BPL ha rastrellato azioni della Antonveneta fin dal novembre del 2004 attraverso un patto parasociale tenuto segreto, mentre il 17 gennaio la banca afferma di aver da poco superato il 2%.
Il 14 febbraio viene assunto il controllo della banca, raggiungendo la quota del 52% attraverso la partecipazione diretta della BPL (15%) e altre quali Fingruppo, Gp Finanziaria, Unipol e Magiste. Il finanziamento dell'operazione avviene, secondo quanto affermato dallo stesso Fiorani nell'interrogatorio del 17 dicembre, prelevando denaro attraverso illeciti aumenti delle commissioni bancarie e altrettanto illegali sottrazioni di denaro da conti correnti di persone defunte. Il 1º maggio si aggiorna il consiglio d'amministrazione della banca Antonveneta, e vengono eletti tutti i 15 candidati di Fiorani, che diventa amministratore delegato.

## Le indagini
Il 2 maggio 2005 la procura di Milano apre un fascicolo contro ignoti per la scalata alla Antonveneta. Il reato ipotizzato è aggiotaggio, ovvero la manipolazione del prezzo delle azioni della Antonveneta attraverso la diffusione di notizie false. Dalle indagini la procura ipotizza che a novembre 2004 sarebbero stati effettuati acquisti di titoli per circa 500 milioni di euro, in modo da spingere il prezzo delle azioni Antonveneta sopra a quello dell'OPA di 25 euro, impedendo alla banca Abn Amro di effettuare altri acquisti di azioni, pena il rilancio dell'OPA al nuovo prezzo. Qualche giorno dopo la CONSOB delibera che Fiorani, di concerto con altri soci di Antonveneta (in totale un gruppo di 18 imprenditori tra cui Emilio Gnutti) avrebbe stretto un patto occulto per superare la soglia del 30% di Antonveneta, oltre il quale la legge impone l'OPA sul totale del capitale della società scalata. Quindi la BPL viene costretta a effettuare l'offerta entro una settimana. Quindici giorni più tardi avvengono le prime iscrizioni nel registro degli indagati per ipotesi di reato di insider trading, aggiotaggio e ostacolo all'attività di vigilanza. Si sospetta che 18 imprenditori siano stati finanziati dalla BNL con 552 milioni di euro per rastrellare il 9,48% delle azioni Antonveneta tra il 14 dicembre 2004 e il 25 febbraio 2005. Fra le 23 persone indagate spiccano i nomi di Fiorani ed Emilio Gnutti, importante finanziere proprietario di Fingruppo, Gp Finanziaria e Hopa e coautore della clamorosa scalata a Telecom Italia, assieme alla Olivetti di Roberto Colaninno, vicepresidente del Monte dei Paschi di Siena, condannato in precedenza per insider trading.
A seguito delle indagini, l'8 giugno il tribunale di Padova decide di sospendere il consiglio di amministrazione dell'Antonveneta.
Nel frattempo anche la procura di Roma decide di aprire un fascicolo sui movimenti nel settore bancario, e Fiorani viene iscritto nel registro degli indagati il 12 luglio. Subito dopo, si inizia a comprendere che lo scandalo ha proporzioni ben maggiori. Tre giorni dopo, anche Francesco Frasca, responsabile della vigilanza presso Bankitalia, finisce sul registro degli indagati a Roma, dove lavorano i PM Perla Lori e Achille Toro, con l'accusa di abuso d'ufficio per varie irregolarità nei controlli alla BPL di Fiorani durante la scalata. Per Fiorani sono ipotizzati tre nuovi reati: falso in bilancio, falso in prospetto e abuso d'ufficio.
Particolare scalpore ha suscitato l'utilizzo che la stampa ha fatto delle trascrizioni di intercettazioni telefoniche tra i personaggi al centro dello scandalo. In particolare la telefonata in cui Fazio annunciava a Fiorani il permesso della Banca d'Italia per le sue operazioni è stata considerata particolarmente sorprendente, vista la familiarità tra i due banchieri, e ha portato lo scandalo a conoscenza dell'opinione pubblica.

## Lo scandalo esplode
Il 25 luglio i titolari dell'inchiesta milanese, Fusco e Perrotti, dispongono il sequestro delle azioni Antonveneta detenute da BPI e dai concertisti, gli alleati Emilio Gnutti, Stefano Ricucci, proprietario di Magiste e coinvolto nella scalata alla RCS, i Lonati e Danilo Coppola. Il decreto di sequestro fa anche menzione di alcune intercettazioni che coinvolgono Fazio e Fiorani. Per i PM è la prova che la scalata era stata illegalmente pianificata. Il 2 agosto il GIP Clementina Forleo convalida il sequestro delle azioni in portafoglio ai concertisti e notifica anche la misura interdittiva nei confronti di Fiorani e del direttore Gianfranco Boni.
Il 16 settembre Fiorani si dimette dalla carica di amministratore delegato di BPI. La decisione arriva dopo una nuova ipotesi di reato a suo carico. Oltre che di aggiotaggio, insider trading e ostacolo all'attività di vigilanza della CONSOB, falso in bilancio e falso prospetto, Fiorani deve rispondere anche di falsa dichiarazione a pubblico ufficiale.

## L'inchiesta si allarga
Intanto i partiti politici discutono dello scandalo, additando come principale responsabile Fazio, al quale chiedono più volte le dimissioni. Alla fine del braccio di ferro, il 22 settembre il Ministro dell'economia e delle finanze Domenico Siniscalco si dimette, per protesta verso la posizione del Governo Berlusconi II, a suo modo di vedere poco decisionista nei confronti del caso sorto attorno al Governatore.
Il 29 settembre filtra la notizia che il Governatore della Banca d'Italia è indagato da fine luglio dalla procura di Roma, per abuso d'ufficio nell'ambito dell'inchiesta Antonveneta. Convocato dai magistrati, Fazio si presenta in procura il 10 ottobre.
Il 7 dicembre viene pubblicata la notizia che l'intero CdA, il comitato esecutivo e i sindaci di BPI sono indagati per aggiotaggio sui titoli della banca. L'iscrizione sarebbe avvenuta tre settimane prima. È il nuovo filone di un'inchiesta che smuove il mondo economico nelle sue parti più profonde.
Il 7 dicembre anche Giovanni Consorte, amministratore della compagnia di assicurazioni Unipol, viene iscritto nel registro degli indagati, per aver partecipato al rastrellamento delle azioni Antonveneta per conto di Fiorani.

## L'arresto di Fiorani e le dimissioni di Fazio e Consorte
Il 13 dicembre un altro capo di imputazione si aggiunge per Fiorani. L'accusa è di associazione per delinquere. L'inchiesta, dunque, si muove su tre fronti: associazione per delinquere, aggiotaggio e appropriazione indebita, in quanto Fiorani avrebbe sottratto fondi dai conti correnti dei clienti della propria banca. A questo punto, il GIP Forleo, su richiesta della procura, emette un'ordinanza di custodia cautelare nei confronti di Fiorani.
Lo stesso giorno viene indagato per aggiotaggio Vito Bonsignore, europarlamentare dell'UDC e imprenditore, proprietario di Gefip, società che si presumeva avesse partecipato al concerto organizzato da Fiorani. Tuttavia, le supposizioni che avevano portato l'indagine a sfiorare il politico dell'UDC non hanno trovato fondamento nel corso dell'analisi dei fatti, tanto che, in merito alla vicenda Antonveneta, nessuna accusa è stata formulata nei confronti di Bonsignore né di Gefip.
Il 15 dicembre Consorte viene indagato dalla procura di Roma per aggiotaggio, manipolazione del mercato e ostacolo all'autorità di vigilanza, nell'ambito dell'inchiesta sulla scalata a BNL, dopo che la CONSOB accerta un patto parasociale tra Unipol e Deutsche Bank.
Il primo interrogatorio di Fiorani avviene il 17 dicembre, nel corso del quale ammette di avere accumulato un tesoro di 70 milioni di euro a spese dei propri clienti. 
Il Governatore della Banca d'Italia, ormai coinvolto dall'inchiesta e sotto la pressione unanime del Parlamento Italiano, rassegna le sue dimissioni il 19 dicembre, accettate dal Consiglio Superiore della Banca Centrale il giorno dopo.
Il 28 dicembre anche Consorte è costretto ad abbandonare l'incarico in Unipol, a causa del continuo allungarsi dei capi d'accusa nell'inchiesta. Unipol avrebbe, secondo i magistrati, aiutato Fiorani nelle illegalità della scalata Antonveneta e, probabilmente, avrebbe ricevuto vantaggi, dall'intricata ragnatela di rapporti già tessuta con gli altri furbetti del quartierino, per l'acquisizione della BNL. 
Finiscono nella tempesta mediatica anche le cooperative di consumo che hanno sostenuto il tentativo di scalata di BNL da parte di Unipol: quasi il 90% del capitale investito dalle 15 cooperative che compongono la cordata per la BNL, e si parla di circa 17 miliardi di euro, proviene dalla base sociale, in forma di capitale o di prestito. Tra di esse, la principale e più esposta è Unicoop Tirreno, il cui presidente Aldo Soldi, attaccato dai soci della cooperativa e da alcune associazioni dei consumatori come il Codacons, ha però difeso a spada tratta l'iniziativa di Unipol («noi la condividiamo»). Soldi, che allora era anche presidente dell'Associazione nazionale delle cooperative di consumatori, si difese, inoltre, sostenendo che "le cooperative non stanno facendo alcuna scalata, l'opa viene fatta da Unipol. Noi siamo nel pacchetto di controllo, il nostro è un agire indiretto". Secondo alcuni autori, per il mondo delle cooperative cosiddette "rosse" (ossia afferenti alla Lega Nazionale delle Cooperative e Mutue) da quel momento è iniziato un processo di progressivo avvitamento su operazioni finanziarie insostenibili (dopo Unipol, Monte Paschi di Siena), che hanno messo in difficoltà l'intero sistema cooperativo nazionale.

## Le dimissioni di Achille Toro e la vittoria di ABN Amro
Martedì 3 gennaio 2006 la Procura di Perugia iscrive nel registro degli indagati il procuratore aggiunto di Roma Achille Toro per un'ipotesi di concorso in violazione del segreto d'ufficio. Nonostante l'attestazione di fiducia ricevuta dalla sua Procura il PM decide di dimettersi, pur dichiarandosi innocente, dalle inchieste sull'OPA BNL, sull'OPA Antonveneta e sui movimenti di azioni RCS per un'ipotesi di concorso in violazione del segreto d'ufficio. Il segreto d'ufficio che Toro avrebbe rivelato riguarderebbe proprio le indagini in corso.
Lo stesso giorno, a seguito dell'acquisto del 25,9% del capitale finora in mano alla BPI, gli olandesi di ABN Amro hanno definitivamente acquisito il controllo della Antonveneta arrivando al 55,8% del capitale e si preparano a lanciare entro la fine del mese l'OPA obbligatoria sull'intero flottante dell'istituto di credito alle stesse condizioni dell'offerta promossa nel luglio scorso, andata deserta per l'opposizione della BPI e dei suoi alleati di allora.

## La vittoria di BNP Paribas
Il 10 gennaio la Banca d'Italia blocca l'OPA di Unipol su BNL. Il 3 febbraio 2006, BNP Paribas ha acquistato il 48% di BNL da Unipol e i suoi associati e ha successivamente lanciato un'OPA sul totale del capitale azionario. Anche il Banco de Bilbao ha poi conferito le azioni in suo possesso.

## Le pubblicazioni de Il Giornale e le testimonianze di Berlusconi
Il 2 gennaio la pubblicazione da parte de Il Giornale, di stralci di intercettazioni telefoniche tra Consorte e il segretario dei DS Piero Fassino ha come effetto l'allargamento dello scandalo politico. Le intercettazioni pubblicate, risalenti al luglio 2005, erano risultate irrilevanti ai fini giudiziari, e non erano state neppure trascritte dalla magistratura; la loro pubblicazione ha comunque un grosso effetto politico e mediatico che viene sfruttato dalla maggior parte dei politici di destra, anche a causa della campagna elettorale per le imminenti elezioni del 9 aprile.
Il 12 gennaio, durante una puntata di Porta a Porta condotto da Bruno Vespa, Silvio Berlusconi rivela di essere a conoscenza di fatti riguardanti l'implicazione dei DS nella questione Unipol, gruppo assicurativo legato comunque ai movimenti politici e sindacali del centrosinistra. Dopo i ripetuti inviti degli esponenti dell'Unione a deporre il prima possibile davanti ai magistrati, il giorno seguente si reca alla procura di Roma, dove resta 30 minuti a colloquio con i magistrati.
Alla fine lo stesso Berlusconi ha precisato di non aver parlato di fatti penalmente rilevanti e ai magistrati afferma di essere venuto a conoscenza da Tarak Ben Ammar di un incontro fra i vertici delle Generali Assicurazioni e quelli dell'Unione, nel quale questi ultimi avrebbero esercitato pressioni affinché le Generali vendessero a Unipol la propria quota di BNL, pari all'8,7%.
Il 18 gennaio il presidente delle Generali Antoine Bernheim, ascoltato dai magistrati come persona informata, ha categoricamente smentito di aver ricevuto pressioni per la vendita da parte di esponenti della sinistra, ma di averle ricevute solo da parte di Fazio. Ben Ammar conferma di aver parlato di questi incontri, ma anche lui smentisce le parole di Berlusconi: «Mai io e Bernheim, abbiamo detto al presidente del Consiglio che esponenti politici di sinistra o destra abbiano fatto pressioni.»
Il 25 gennaio la Procura di Roma chiede l'archiviazione del fascicolo relativo alle deposizioni di Berlusconi, dal momento che non ha riscontrato fatti penalmente rilevanti, ma non sussistono neppure i presupposti per l'avviamento di un procedimento per calunnia nei confronti di quest'ultimo.
Non è ancora nota la fonte che ha permesso al giornalista de il Giornale di accedere alle intercettazioni. In seguito a un'ispezione ordinata dal Ministero della giustizia, infatti, il dischetto contenente gli originali fu trovato ancora nella busta sigillata l'agosto precedente. Durante l'audizione parlamentare di uno dei componenti di maggior rilievo dei servizi segreti italiani, i parlamentari dei DS hanno invitato i servizi ad astenersi da ogni intervento che potesse condizionare l'esito della campagna elettorale.

## L'interrogatorio di Fiorani
Gianpiero Fiorani, ex presidente della Banca Popolare Italiana, avrebbe in un primo momento confermato ai PM la concessione di prestiti a condizioni agevolate a esponenti politici di centrodestra per ottenere il salvataggio di Antonio Fazio, governatore della Banca d'Italia. Tra le misure volte a ottenere questo scopo, anche il tentativo di salvataggio di Credieuronord, banca leghista sull'orlo del fallimento. Successivamente sarebbe emersa dall'interrogatorio anche la dazione di somme di denaro in contanti a politici di centrodestra, tra cui Roberto Calderoli, della Lega Nord, e Aldo Brancher, di Forza Italia. Si è in attesa di riscontri documentali per alcune delle posizioni.